# Janotia macrostipula
Janotia macrostipula är en måreväxtart som först beskrevs av René Paul Raymond Capuron, och fick sitt nu gällande namn av J.-f.Leroy. Janotia macrostipula ingår i släktet Janotia och familjen måreväxter. Inga underarter finns listade i Catalogue of Life.